# Ulvenhoutse Bos
Het Ulvenhoutse Bos is een bosgebied ten oosten van Ulvenhout. Het gebied meet 729 ha en is eigendom van Staatsbosbeheer.
Tot het gebied behoren tevens het Sint-Annabos, het Voorbos, het Nieuwbos, het Prinsenbos en het Chaambos.
Het is een oud, lemig, vochtig wintereiken-beukenbos dat bekend is om zijn rijke flora. Men vindt hier slanke sleutelbloem, bosanemoon, eenbes, grote keverorchis, geel nagelkruid en witte rapunzel. Een gebied van 112 ha, direct gelegen ten noordoosten van Ulvenhout en ten westen van de A27, is aangewezen als Natura 2000-gebied.
Dichtbij ligt Anneville.

## Geschiedenis
Het Ulvenhoutse Bos was vroeger eigendom van de heren van Breda en werd al in de 15e eeuw gebruikt voor de jacht en houtopbrengst. Het Sint-Annabos werd in de 16e eeuw aangelegd in opdracht van de Oranje-Nassaus. Het Prinsenbos is eveneens vernoemd naar de Prinsen van Oranje. Aldus hebben deze bossen dus een andere geschiedenis dan de Chaamse Bossen, die pas in het begin van de 20e eeuw werden aangelegd.

## Recreatie
Het bos wordt doorsneden door wandel- en fietspaden. Er is een viertal gemarkeerde rondwandelingen uitgezet, alsmede een rolstoelpad. Ook is er de horeca-gelegenheid De Fazanterie.